# 阿里·苏阿维
阿里·苏阿维（土耳其語：Ali Suavi，1839年—1878年）:64是鄂圖曼帝國的作家、思想家。他曾參與改革派的新奥斯曼人的組織，但之後與其分道揚鑣。蘇阿維的政治觀點傾向開明專制，對當時歐洲的民主政體抱持懷疑態度，也在其著作中流露對民主流於民粹的擔心:67，1867年，苏阿维創立名為Muhbir（土耳其文意為「報導者」）的報紙，該報雖強烈批評時政，反對專制政府，但主要是針對的是參與坦志麥特的官員，對蘇丹阿卜杜勒-阿齊茲一世本人則相當尊敬:66。蘇阿維曾因Muhbir被禁而流亡歐洲，1876年被允許回到鄂圖曼帝國:67。後來他参与推翻阿卜杜勒·哈米德二世的政变，企圖重新擁立立場較傾向自由派、早先被罷黜的穆拉德五世，不過政變失敗，苏阿维也在政變中被殺。
苏阿维是土耳其民族主義與泛突厥主義的先驅之一。